# Michael Ochs
Michael Andrew Ochs (27. února 1943 – 23. července 2025) byl americký fotograf a fotografický archivář, známý především svou rozsáhlou sbírkou fotografií souvisejících s rockovou hudbou z 50. a 60. let 20. století. Archiv Michaela Ochse, který se nacházel ve Venice v Kalifornii, obsahoval 3 miliony historických tisků, zkušebních listů a negativů, které byly denně licencovány pro použití v reedicích CD, knihách, filmech a dokumentech.
Los Angeles Times nazval Ochse „předním americkým archivářem rock'n'rollových fotografií“ a jeho archiv popsal jako „dominantní sílu na trhu s rockovými snímky“; New York Times jej označil za „přední zdroj hudební fotografie na světě“.  Ochs prodal svůj archiv společnosti Getty Images v roce 2007.

## Život a kariéra
Ochs se narodil 27. února 1943 v texaském Austinu. Vyrůstal v Ohiu a New Yorku.  Po absolvování Ohijské státní univerzity v roce 1966 pracoval jako fotograf pro Columbia Records, kde fotil umělce jako Taj Mahal a Chambers Brothers. Na konci 60. let působil Ochs jako manažer svého bratra, zpěváka a skladatele Phila Ochse. V 70. letech vedl Ochs reklamní oddělení ve společnostech Columbia, Shelter a ABC Records. 
Ochs začal sbírat fotografie jako koníček. Dovolil svým přátelům, včetně rockových kritiků Johna Morthlanda a Lestera Bangse, aby fotografie zdarma používali k ilustraci svých článků. Ochs začal k věci přistupovat profesionálněji poté, co došlo ke dvěma událostem. Nejprve Los Angeles Free Press připsal jednu z jeho fotografií „archivům Michaela Ochse“. Poté Dick Clark poslal Ochsovi nečekaný šek na 1 000 dolarů poté, co Clark použil některé z Ochsových fotografií v televizním speciálu. 
V roce 1984 vydala nakladatelství Ochs knihu Rock Archives: A Photographic Journey Through the First Two Decades of Rock & Roll (Rockové archivy: Fotografická cesta prvními dvěma desetiletími rock & rollu ), jejíž úvod napsal Peter Guralnick. Janet Maslinová v článku pro The New York Times chválila Rock Archives jako „úžasně komplexní sbírku fotografií“, která „nabízí pohledy na téměř každého, koho jsme viděli nebo slyšeli během prvních dvou desetiletí rocku“. Podle Los Angeles Times Rock Archives „dostaly [Ochsův] archiv do povědomí“.
Během 80. let Ochs moderoval svůj rozhlasový pořad Archives Alive na stanici KCRW, vedl kurz historie rock and rollu na UCLA Extension a byl hudebním koordinátorem filmů Hollywood Knights (1980), Liar's Moon (1981), Losin' It (1983) a Christine (1983).
V roce 1987, 26 let po smrti fotografa Eda Feingershe, Ochs objevil několik jeho ruliček negativů Marilyn Monroe. Mezi nimi byl i snímek pořízený na objednávku časopisu Redbook v týdnu od 24. do 30. března 1955. Byly to jediné nefalšované snímky Monroe pořízené speciálně pro publikaci.
Během 90. let, kdy nahrávací společnosti znovu vydávaly velké množství CD, se často obracely na Ochse s žádostí o fotografie, které pak mohly být zahrnuty do poznámek k nahrávce.  Ochsovy fotografie se objevují prakticky na každém vydání od Rhino Records a Bear Family Records.
Archiv je také využíván pro ilustrace do knih – podle odhadu New York Times z roku 2006 obsahovala fotografie ze sbírky zhruba polovina tehdy vydaných knih o rock and rollu – a jako podkladové fotografie a výzkumný materiál při tvorbě dokumentárních filmů, celovečerních filmů a televizních programů. 
V roce 2003 byli Ochs a výtvarník Craig Butler kurátoři výstavy Největší obaly alb, které nikdy neexistovaly, na které se podílelo více než 100 současných umělců, kteří vytvářeli fantasy obaly alb svých oblíbených interpretů. Původní výstava představovala díla autora Kurta Vonneguta, hudebníků Grahama Nashe a Marilyn Manson, fotografa Williama Claxtona a umělců Ralpha Steadmana a Robbieho Conala. Výstavu sponzorovala Rock and Roll Hall of Fame a tato nezisková putovní výstava měla premiéru v jejich muzeu v Clevelandu a poté pokračovala v seattelském Experience Music Project a na různých univerzitách po celé zemi.
Ochs prodal své archivy společnosti Getty Images za nezveřejněnou částku v únoru 2007. 
Ochs byl jedním ze tří producentů dokumentárního filmu Phil Ochs: There but for Fortune z roku 2010. Film obsahuje rozhovory s Philovou rodinou, přáteli a spolupracovníky, stejně jako archivní zpravodajské záběry a fotografie, včetně výběru z Michaelovy sbírky.
Ochs zemřel ve svém domě v Los Angeles v Kalifornii 23. července 2025 ve věku 82 let. V době své smrti trpěl pět let Parkinsonovou chorobou, chronickou obstrukční plicní nemocí (CHOPN) a problémy s ledvinami a srdcem. 

## Publikované práce
- Rock Archives: A Photographic Journey Through the First Two Decades of Rock & Roll (Rock Archives: Fotografická cesta prvními dvěma desetiletími rock & rollu). Úvod Petera Guralnicka. New York: Doubleday & Company, 1984.
- Feingersh, Ed; LABRASCA, BOB; MICHAEL OCHS ARCHIVES. Marilyn : March 1955. [s.l.]: Delta, 1990. ISBN 978-0-385-30119-0.
- Elvis in Hollywood (Elvis v Hollywoodu); Michael Ochs; text Stevea Ponda; New American Library, 1990;
- OCHS, Michael. 1000 record covers. [s.l.]: Taschen, 1996. ISBN 3-8228-8595-9. OCLC 36529440
- Marilyn Monroe: Od začátku do konce. Text: Michael Ventura; fotografie: Earl Leaf z archivu Michaela Ochse, Blanford Press, 1997.
- Shock, RATTLE & ROLL: Elvis Photographed During the Milton Berle Show (Šok, RATTLE & ROLL: Elvis vyfotografovaný během show Miltona Berleho); Michael Ochs a Ger Riff; 1998;
- The Greatest Album Covers That Never Were. (Nejlepší obaly alb, které nikdy neexistovaly). Michael Ochs a Craig Butler, Rock & Roll Hall of Fame & Museum; 2003;

## Galerie
Fotografie z Ochsovy sbírky:

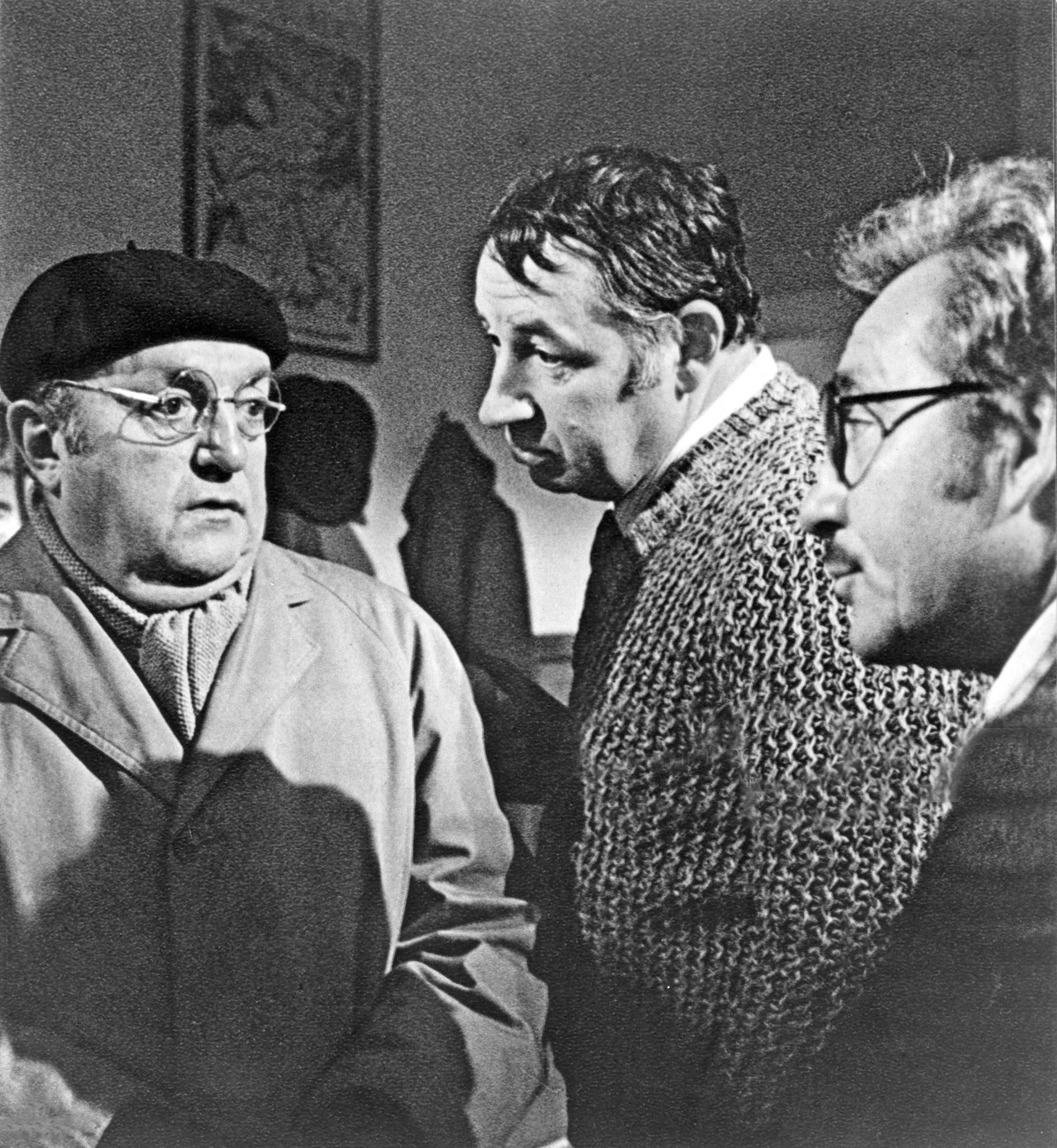
Itálie – 1975: (Zleva doprava) Herec Bernard Blier diskutuje s Philippem Noiretem a Ugem Tognazzim o penězích, které mu náleží v důsledku podvodu, který trojice společně spáchala, ve scéně z filmu Moji přátelé (Amici miei), uvedeného v roce 1975. (Foto: Michael Ochs Archives/Getty Images)
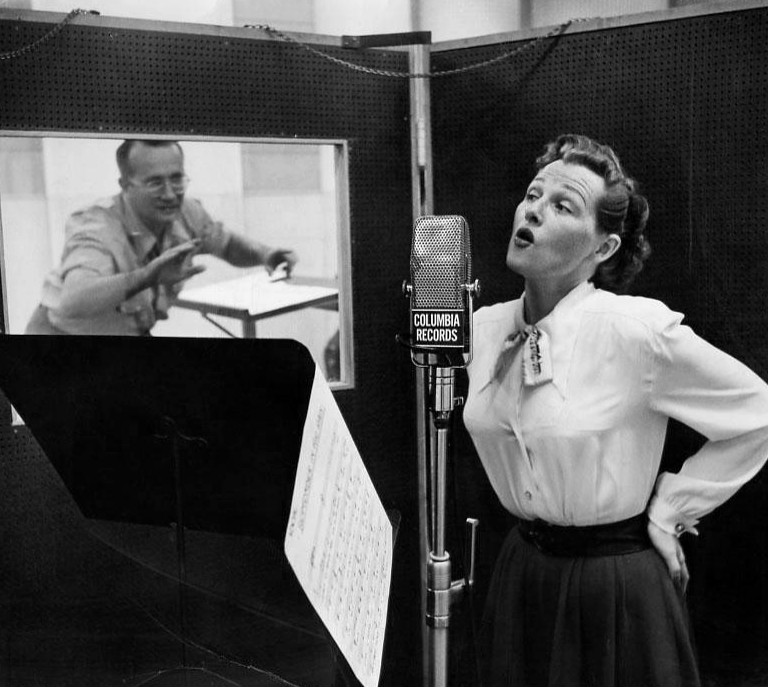
Fotografie Paula Westona a Jo Staffordové v nahrávacím studiu, 30. března 1952